# Jean-Jacques Paulet
Jean-Jacques Paulet (Anduze, 26 aprile 1740 – Fontainebleau, 4 agosto 1826) è stato un medico e micologo francese.

## Biografia
Si laureò in medicina a Montpellier nel 1764; nel 1768 pubblicò a Parigi un testo specialistico sulla variola minor intitolato Histoire de la petite vérole, avec les moyens d’en préserver les enfants..., seguito dalla traduzione in francese di un trattato sulla variola minor scritto da Abu Bakr Mohammad Ibn Zakariya al-Razi, medico arabo del IX o X secolo.
Paulet si interessò all'ergotismo e pubblicò le Memorie dell'Académie Nationale de Médecine, insieme a Henri-Alexandre Tessier (1741-1837) e Charles-Jacques Saillant (1747-1814). Nel 1776 Paulet pubblicò Recherches historiques et physiques sur les maladies épizootiques ("Ricerche storiche e mediche sulle malattie epizootiche". Divenne noto, inoltre, per la sua opposizione al mesmerismo, teoria che criticò in una pubblicazione dal titolo L'Antimagnétisme, ou origine, progrès, décadence, renouvellement et réfutation du magnétisme animal, edita a Londra nel 1784 e tradotta in tedesco quattro anni più tardi, nonché in un piccolo libro intitolato Mesmer justifié.
Pubblicò, nel 1805, un breve trattato sul morso di una vipera aspide endemica della zona di Fontainebleau e, nel 1815, Examen de l’histoire de la médecine par Sprengel. Paulet è noto a livello internazionale soprattutto per la sue opere di argomento micologico; in particolare, Traité complet sur les champignons, pubblicato nel 1775, è considerato uno dei primi testi di classificazione tassonomica ed elencazione delle specie fungine all'epoca conosciute. Nel 1791, Paulet scrisse inoltre, Tabulæ plantarum fugorsarum (in lingua latina, pubblicato nel 1791), nonché altri due lavori di botanica: Examination of Mr. Stackhouse's work on the generis of Plants di Theophrastus (1816) e The Botany or Flora and Fauna of Virgil (1824).
Paulet fu eletto corrispondente dell'Accademia francese delle scienze di Parigi, nella sezione di medicina e chirurgia, il 22 ottobre 1821.

## Pubblicazioni (elenco parziale)
- (FR) Histoire de la petite vérole, avec les moyens d'en préserver les enfans et d'en arrêter la contagion en France, Parigi, Ganeau, 1768.
- (FR) Mémoire pour servir de suite à l'Histoire de la petite vérole, dans lequel on démontre la possibilité et la facilité de préserver un peuple entier de cette maladie, Parigi, Ganeau, 1768.
- (FR) Le Secret de la médecine révélé, ou Préservatif contre la petite vérole et l'inoculation, Parigi, Ganeau, 1768.
- (LA) An amor venereus sextus sensus?, Parigi, 10 gennaio 1771.
- (LA) An sanitati noceat frequens exspuitio?, Parigi, 1771.
- (LA) An in variolarum curatione, aer exterior, Parisiis, omni tempore, admittendus?, Parigi, 1772.
- (FR) Recherches historiques et physiques sur les maladies épizootiques, avec les moyens d'y remédier dans tous les cas, publiées par ordre du Roi, Parigi, Ruault, 1775.
- (FR) L'Antimagnétisme ou Origine, progrès, décadence, renouvellement et réfutation du magnétisme animal, Parigi/Londra, 1784.
- (FR) Mesmer justifié, Parigi, 1784.
- (FR) Traité des champignons, Parigi, 1790-1793.
- (FR) Observations sur la vipère de Fontainebleau, et sur les moyens de remédier à sa morsure, Fontainebleau, 1805.
- (FR) Flore et faune de Virgile, ou Histoire naturelle des plantes et des animaux (reptiles, insectes) les plus intéressan[t]s à connaître, Fontainebleau, Rosalie Huzard, 1824.
- (FR) Iconographie des champignons de Paulet, [...] accompagné d'un texte nouveau présentant la description des espèces figurées, Parigi, 1855.